# Спорная гадюка
Спорная гадюка (лат. Eristicophis macmahoni) — ядовитая змея семейства Гадюковых. Единственный вид рода Eristicophis. Латинское видовое название дано в честь британского офицера Артура Генри Макмагона (1862—1949).
Общая длина достигает 70—72 см, при этом на хвост приходится 6—7 см. Наблюдается половой диморфизм — самки крупнее самцов. Голова большая, широкая, плоская, клиновидная, хорошо отграничена от шеи. Глаза среднего размера. Верх головы покрыт мелкой чешуёй. На переднем конце головы выдаются вперёд 2 больших крыловидных чешуи. Туловище толстое, мощное. Кожа достаточно тонкая.
Окраска колеблется от красноватого до желтовато-коричневого, песочного цвета с 20-25 тёмными пятнами. Брюхо белого цвета. От глаза до рта с обеих сторон тянутся белые полосы. Губы и горло белого цвета. Кончик хвоста жёлтый.
Вид распространён в восточном Иране, северном Афганистане, западном Пакистане. Обитает в пустынях и полупустынях, приспособлена к жизни в лишённых растительности песчаных дюнах. Встречается на высоте 1300 м над уровнем моря. Активна ночью. Днём «погружается» в песок. Питается мелкими грызунами, мелкими ящерицами, птицами.
Яйцекладущая змея. Самка откладывает до 10 яиц. Через 1,5—2 месяца появляются молодые змеи длиной 15 см.